# Rafael Guijosa
Rafael Guijosa Castillo (Alcalá de Henares, 31 de janeiro de 1969) é um ex-handebolista profissional e treinador espanhol.
Foi eleito melhor do mundo pela EHF, atualmente treina o Irã.